# Ibias
Ibias est une commune (concejo aux Asturies) située dans la communauté autonome des Asturies en Espagne.
C'est l'une des communes asturiennes où l'on parle l'éonavien. 

## Architecture populaire
Les constructions en teito font partie de l'architecture populaire locale et sont utilisées comme habitations, granges, abris pour le bétail, hórreos et autres petits bâtiments auxiliaires. Il s'agit de bâtiments aux murs de pierre et aux toits de chaume en paille de seigle. À Ibias, Degaña et Cangas del Narcea, le teitado est fabriqué selon la technique du beu.n. Les teitos conservent la forme arrondie du bâtiment. L'intérieur partage une maison avec une étable ; il s'agit des étables connues sous le nom de pallozas dans la région d'Ancares. 
Les constructions destinées aux abeilles sont également remarquables. La plus importante est le cortín, de forme circulaire, avec des murs en maçonnerie de plus de deux mètres de haut, avec des avant-toits en dalles plates, à l'intérieur desquels on place les ruches pour les protéger de l'ours. Dans la paroisse de Seroiro, on trouve des talameiros, ou petites tours carrées d'environ trois mètres de haut, au sommet desquelles les ruches étaient placées sur des planches.

## Paroisses civiles
La commune d'Ibias est divisée en 11 paroisses. Chacune d'elles compte différents centres de population et hameaux, parfois dispersés sur les pentes des versants des montagnes. 
- Cecos
- Marentes
- Os Coutos
- Pelliceira (Peliceira)
- San Antolin (Santo Antolin)
- San Clemente
- Seine
- Seroiro
- Sisterna (Astierna)
- Taladrid (Taladriz)
- Tormaleo